# St. Gallen (Schiff, 1905)
Das schweizerische Dampfschiff St. Gallen war ein Schaufelraddampfer auf dem Bodensee mit Heimathafen Romanshorn. Es wurde 1905 in Dienst gestellt und 1960 ausgemustert.

## Geschichte
Der Schaufelraddampfer St. Gallen war der erste von zwei Neubauten, den die Schweizerischen Bundesbahnen (SBB) 1905 – kurz nach der Verstaatlichung der Nordostbahn – in Dienst stellte. Ein Jahr nach dem Schwesterschiff St. Gallen nahmen die SBB die Rhein in Betrieb. Die beiden Schiffe der SBB übertrafen bei ihrer Indienststellung die Erwartungen und galten als sehr tauglich. Sie wurden auf allen schweizerischen Kursen eingesetzt und zogen auch Trajektkähne.
Während des Ersten Weltkriegs ging der Personenverkehr stark zurück, insbesondere auf den Verbindungen zwischen dem schweizerischen und dem deutschen Ufer.

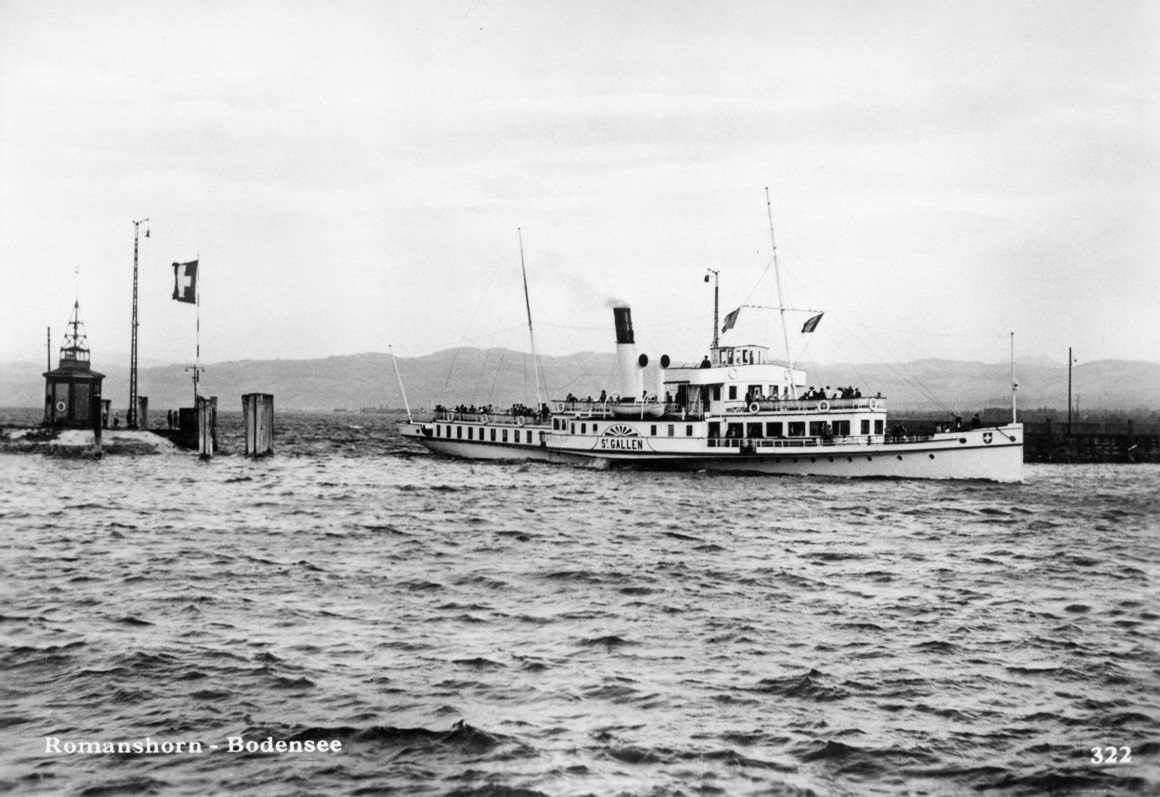
Die St. Gallen mit dem neuen Salon auf dem Vorschiff verlässt in den 1950er Jahren den Hafen von Romanshorn.

1931 wurde die St. Gallen umgebaut und erhielt auf dem Vorschiff einen Salon, einen Oberdecksaufbau und ein neues Steuerhaus mit grösserer Brücke.
Während des Zweiten Weltkriegs wurde das Schiff nur im spärlich betriebenen Schweizer Uferverkehr eingesetzt; erst ab 1946 konnte es wieder Sonderfahrten zum deutschen Ufer unternehmen. Im Winter 1952/53 wurden der Antrieb von Kohlen- auf Ölfeuerung umgestellt, womit die Besatzung um eine Person verringert werden konnte.
Nachdem der Bau der Zürich beendet war, wurde am 5. September 1960 die St. Gallen ausser Dienst gestellt. Das ausgemusterte Schiff wurde bis Anfang Oktober 1960 abgebrochen.

## Namensgebung
Namensgeber des ersten Schiffs war der an den Bodensee anliegende Kanton St. Gallen mit seiner gleichnamigen Hauptstadt. Bereits vor der St. Gallen verkehrte von 1853 bis 1898 ein Glattdeckschiff mit demselben Namen auf dem Bodensee.

## Bilder

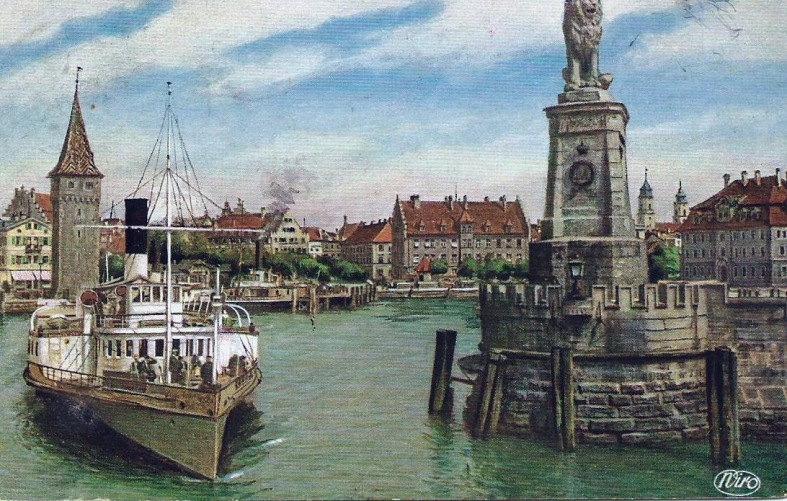
Die St Gallen Anfang der 1920er Jahre bei der Hafenausfahrt in Lindau
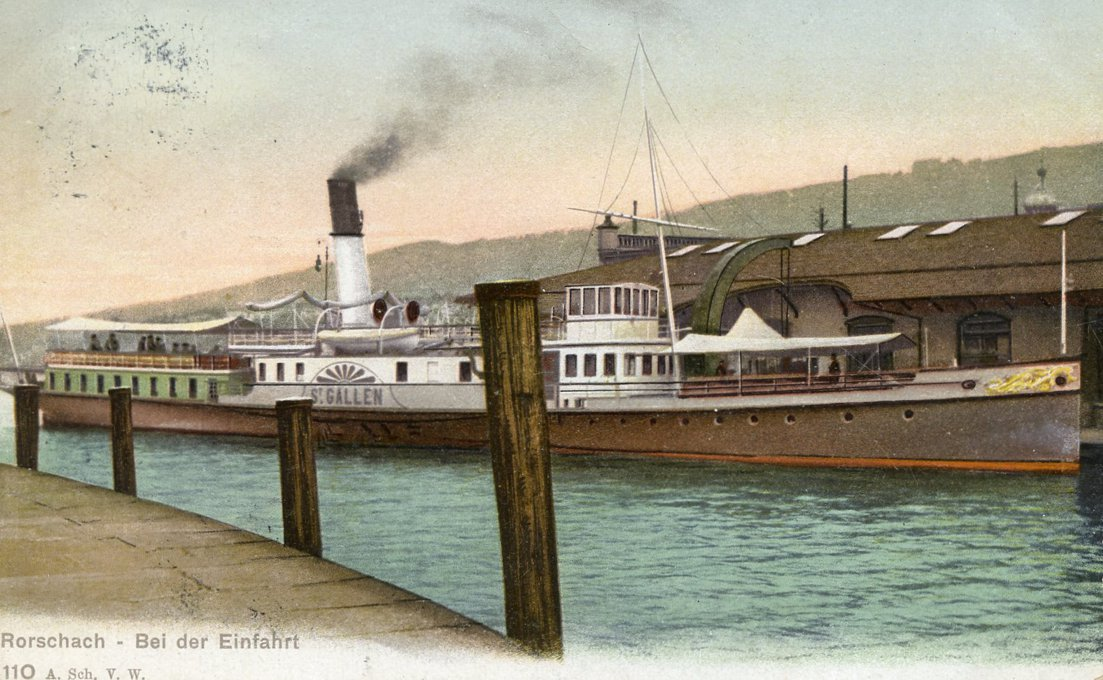
Das Dampfschiff in Rorschach um 1911
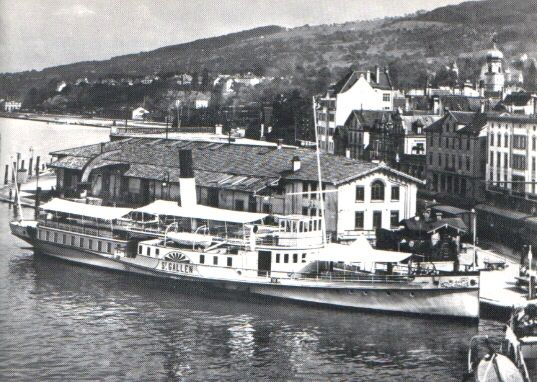
Die St. Gallen im Jahr 1910 in Rorschach